# Kedi - sekretne życie kotów
Kedi - sekretne życie kotów – turecko-amerykański film dokumentalny z 2016 roku w reżyserii Ceydy Torun.

## Opis
Bohaterami filmu są koty – Spryciara, Przylepa, Sułtan, Flirciarz, Bestia, Szajba i Cwaniak przedstawione w różnych sytuacjach codziennego życia, takich jak: zdobywanie jedzenia, karmienie młodych, walka z rywalami czy szukania bezpiecznego miejsca w mieście. Akcja filmu toczy się w Stambule. Koty w tym mieście mają swoje miejsce, są częścią lokalnej społeczności.

## Polska
Polska premiera miała miejsce 28 lipca 2017 roku. W tym samym roku film został wydany na DVD.

## Realizacja filmu
Ceyda Torun podczas realizacji filmu współpracowała z mężem Charliem Wuppermannem i współautorką Alp Korfali.

## Nagrody
Film był nominowany do około 20. nagród. Wygrał następujące nagrody:
- 2016 - nagroda na Sidewalk Film Festiwal w USA za najlepszy film familijny[6]
- 2017 - nagroda Stowarzyszenia Krytyków w Północnej Karolinie[6]
- 2017 - nagroda Critics' Choice za najlepszy dokument[6]
- 2018 - nagroda Chlotrudis[6]